# Libor Sionko
Libor Sionko, češki nogometaš, * 1. februar 1977, Ostrava, Češkoslovaška.
Sionko je v svoji karieri igral za Sparto Praha, Austrio Wien, Sparto Praha in Banik Ostravo. 
Za češko nogometno reprezentanco je nastopil na Poletnih olimpijskih igrah leta 2000 in na Svetovnem prvenstvu v nogometu leta 2006.